# 马尔克里
马尔克里（法語：Marquerie，法語發音：[maʁkəʁi]）是法国上比利牛斯省的一个市镇，位于该省北部，属于塔布区。

## 地理
马尔克里（43°15'34"N, 0°12'10"E）面积3.46 平方千米，位于法国奧克西塔尼大區上比利牛斯省，该省份为法国西南部内陆省份，北至热尔省，西接大西洋比利牛斯省，南与西班牙接壤，东临上加龙省。
与马尔克里接壤的市镇（或旧市镇、城区）包括：卡斯泰尔维耶伊、卡巴纳克、库桑、古东、乌尔克、普亚斯特吕克。

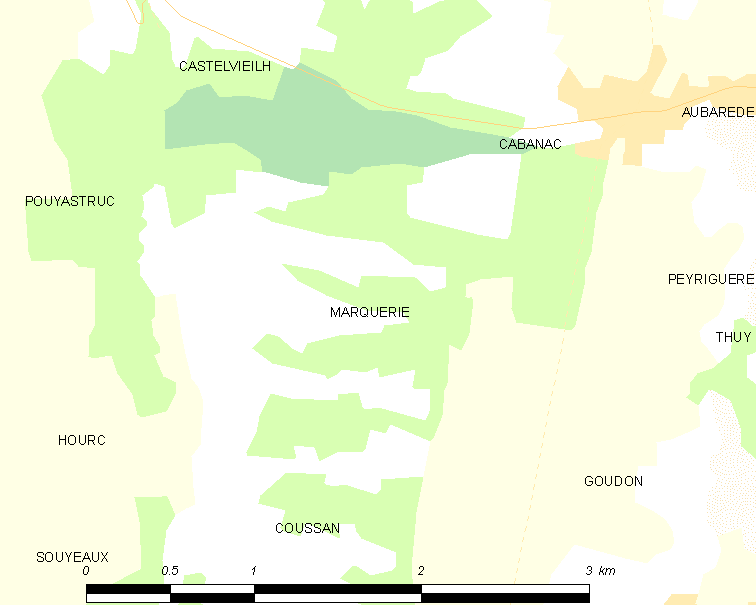
马尔克里的OSM定位图

马尔克里的时区为UTC+01:00、UTC+02:00（夏令时）。

## 行政
马尔克里的邮政编码为65350，INSEE市镇编码为65298。

## 政治
马尔克里所属的省级选区为山丘县。

## 人口

1962-2008年间马尔克里人口变化图示

马尔克里于2022年1月1日时的人口数量为86人。